# Tsitsi Dangarembga

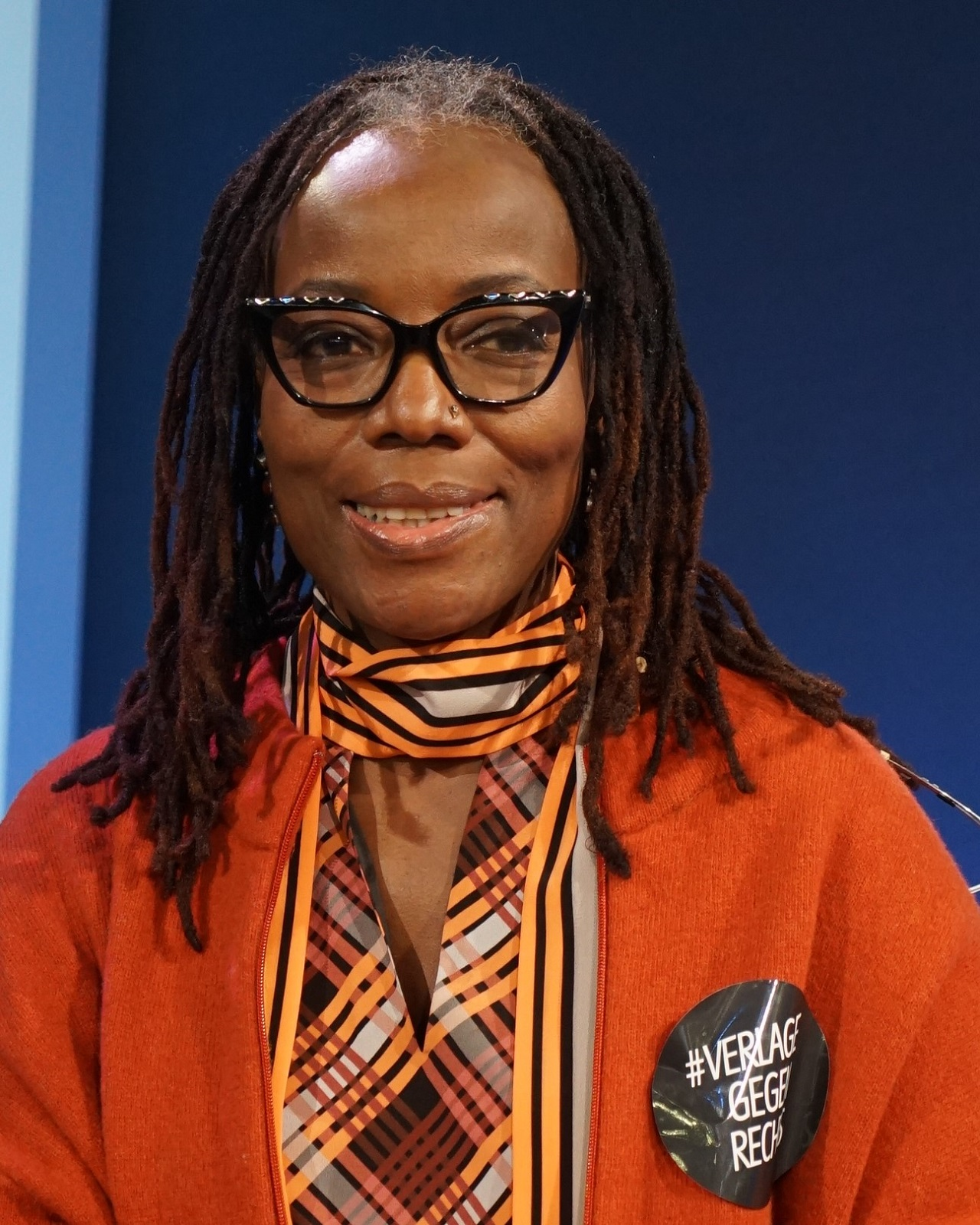
Tsitsi Dangarembga (2021)

Tsitsi Dangarembga (* 14. Februar 1959 in Mutoko, damals Föderation von Rhodesien und Njassaland, heute Simbabwe) ist eine simbabwische Autorin und Filmemacherin. Sie gilt als bedeutende Regisseurin des jüngeren afrikanischen Kinos und wurde 2020 in die 100-Women-Liste der BBC aufgenommen.

## Leben

### Frühe Jahre
Tsitsi Dangarembga wurde 1959 in der früheren britischen Kronkolonie Südrhodesien geboren (seit 1953 Teil einer Föderation mit Nordrhodesien und Njassaland). Ihre Mutter Susan (1926–2019) war im Jahr 1953 die erste schwarze Frau in Rhodesien mit einem Bachelor-Abschluss. Ihre frühe Kindheit, im Alter von zwei bis sechs Jahren, verbrachte sie in England, wo sie auch ihre Schulausbildung begann. In dieser Zeit sprach sie Englisch und vergaß fast vollständig ihr Shona, die Sprache, mit der sie zuerst in Berührung gekommen war. 1965, im Jahr der einseitigen Unabhängigkeitserklärung Rhodesiens, kehrte sie mit ihren Eltern nach Afrika zurück und begann wieder Shona zu sprechen. Dennoch bezeichnet sie Englisch als ihre Muttersprache. Die Familie lebte zunächst in Mutare, wo Tsitsi Dangarembga die Marymount Missionsschule besuchte. Der Abschluss ihrer Ausbildung erfolgte an der Arundel School, einer Eliteschule in Salisbury (dem heutigen Harare), die fast ausschließlich von weißen Mädchen besucht wurde.

### Erste dramatische Arbeiten
1977 begann Dangarembga an der Universität Cambridge Medizin zu studieren, kehrte jedoch nach drei Jahren in ihr Heimatland zurück. Sie hatte sich an der Universität isoliert gefühlt und Heimweh empfunden. In Simbabwe arbeitete sie kurzfristig als Lehrerin und nahm dann an der University of Zimbabwe ein Studium der Psychologie auf. Nebenher arbeitete sie als Werbetexterin. Sie wurde Mitglied der Theatergruppe der Universität und schrieb ihre ersten drei Theaterstücke, unter anderem The Lost of the Soil. Sie schloss sich auch einer Theatergruppe namens Zambuko an und war hier an der Entwicklung von Stücken beteiligt (Katshaa; Mavambo). Sie sagte später: „Es gab einfach keine Theaterstücke mit Rollen für schwarze Frauen, oder zumindest hatten wir damals keinen Zugang dazu. Die Schriftsteller in Simbabwe waren zu der Zeit hauptsächlich Männer. Ich sah wirklich nicht, dass sich die Situation ändern würde, es sei denn, eine Frau setzte sich hin und schrieb etwas, also habe ich das getan!“ In dieser Zeit begann Dangarembga, afroamerikanische Literatur zu lesen, nachdem ihre Lektüre in der Jugend überwiegend aus englischen Klassikern bestanden hatte.

### Tambudzai-Trilogie
1985 veröffentlichte Dangarembga die Kurzgeschichte The Letter, die den zweiten Platz in einem Wettbewerb der Swedish International Development Cooperation Agency gewann und in der Anthologie Whispering Land veröffentlicht wurde. 1987 folgte das Stück She Does Not Weep in Harare.
Mit 25 Jahren hatte sie einen großen Erfolg mit dem Roman Nervous Conditions. Das Buch, dessen Originaltitel auf ein Zitat von Jean-Paul Sartre in dessen Vorwort zu Frantz Fanons Die Verdammten dieser Erde zurückgeht, wurde zunächst von vier Verlagen in Simbabwe abgelehnt. Es erschien zuerst bei The Women’s Press in London, später auch in den USA und Simbabwe. Nervous Conditions erzählt die teilweise autobiografisch gefärbte Geschichte der jungen Tambudzai (genannt Tambu), die eine doppelte Unterdrückung erfährt: durch die patriarchalen Shona-Strukturen und die Dominanz der Weißen. Das Mädchen lebt in den späten 1960er Jahren, vor dem Hintergrund der Unabhängigkeitsbestrebungen des Landes, auf einer verarmten Farm in Rhodesien; ihre Familie bringt mit Mühe nur für ihren Bruder das Schulgeld auf. Als dieser überraschend an Mumps stirbt, bekommt die 14-jährige Tambu die Chance, an seiner Stelle auf die Missionsschule zu gehen, die ihr Onkel Babamukuru leitet. Er wurde in England ausgebildet und repräsentiert die erste Generation der christlich-afrikanischen Elite. Von großen innerfamiliären Konflikten belastet sieht Tambu die Möglichkeit, eine gute Ausbildung zu erhalten. Trotz der Hindernisse – Hautfarbe, Klasse, Geschlecht –, die ihr im Weg stehen, hat sie große Ambitionen. Am Ende des Buches besucht sie eine Schule, die fast nur weißen Mädchen offensteht. Dangarembga war mit diesem Buch die erste schwarze Simbabwerin, die einen Roman herausbrachte. Es wurde in viele Sprachen übersetzt, darunter auch ins Deutsche. 1992 wurde Tsitsi Dangarembga in die renommierte Anthologie Daughters of Africa aufgenommen.
Ihre Romane The Book of Not (2006) und This Mournable Body (2018) sind eigenständige Fortsetzungen ihres Erstlings, mit dem sie eine Trilogie bilden. Der abschließende Band zeigt die Protagonistin Tambu im mittleren Alter, jedoch in einem Zustand des Verfalls, innerlich und äußerlich. Trotz ihrer hervorragenden Ausbildung hat sie sich beruflich nicht weiterentwickeln können und lebt desillusioniert in Harare. Der Roman ist in der zweiten Person Singular geschrieben und kann als Dialog der Erzählerin mit sich selbst interpretiert werden.

### Filmstudium und Filmarbeiten
1989 ging Tsitsi Dangarembga nach Deutschland, wo sie an der Deutschen Film- und Fernsehakademie Berlin Filmregie studierte und einige Kurzdokumentationen realisierte. 1992 gründete sie in Harare die Produktionsgesellschaft Nyerai Films und schrieb das Drehbuch für Neria, dem bis heute einspielstärksten Film in der Geschichte Simbabwes.
Ihr 1996 entstandener Spielfilm Everyone’s Child, der erste von einer schwarzen Frau in Simbabwe gedrehte Film, wurde in mehreren Ländern gezeigt, unter anderem auf dem Dublin International Film Festival. Der Film, der in Harare und in der Provinz Mashonaland East eingespielt wurde, folgt der tragischen Geschichte von vier Geschwistern, deren Eltern an AIDS gestorben sind. In Kare Kare Zvako (etwa: Es war einmal, 2004) „schockiert[e] sie das Publikum durch ein makaber-fantasievolles Umschreiben eines Shona-Märchens“. Ein weiblicher Körper wird hier im wörtlichen Sinn zum Schlachtfeld: Ein Mann zerhackt seine Frau, kocht die einzelnen Teile über dem Feuer und verzehrt sie. Die schöne Stimme der Frau widersetzt sich jedoch der Einverleibung durch den Mann und triumphiert am Ende: „Wie könnte ich denn nicht wiederkehren? … niemand kann mich aufhalten“. 2005 entstand ihr Dokumentarfilm Growing stronger über das Model Tendayi Westerhof, das sich 2002 öffentlich bekannte, HIV-positiv zu sein.

### Seit 2000

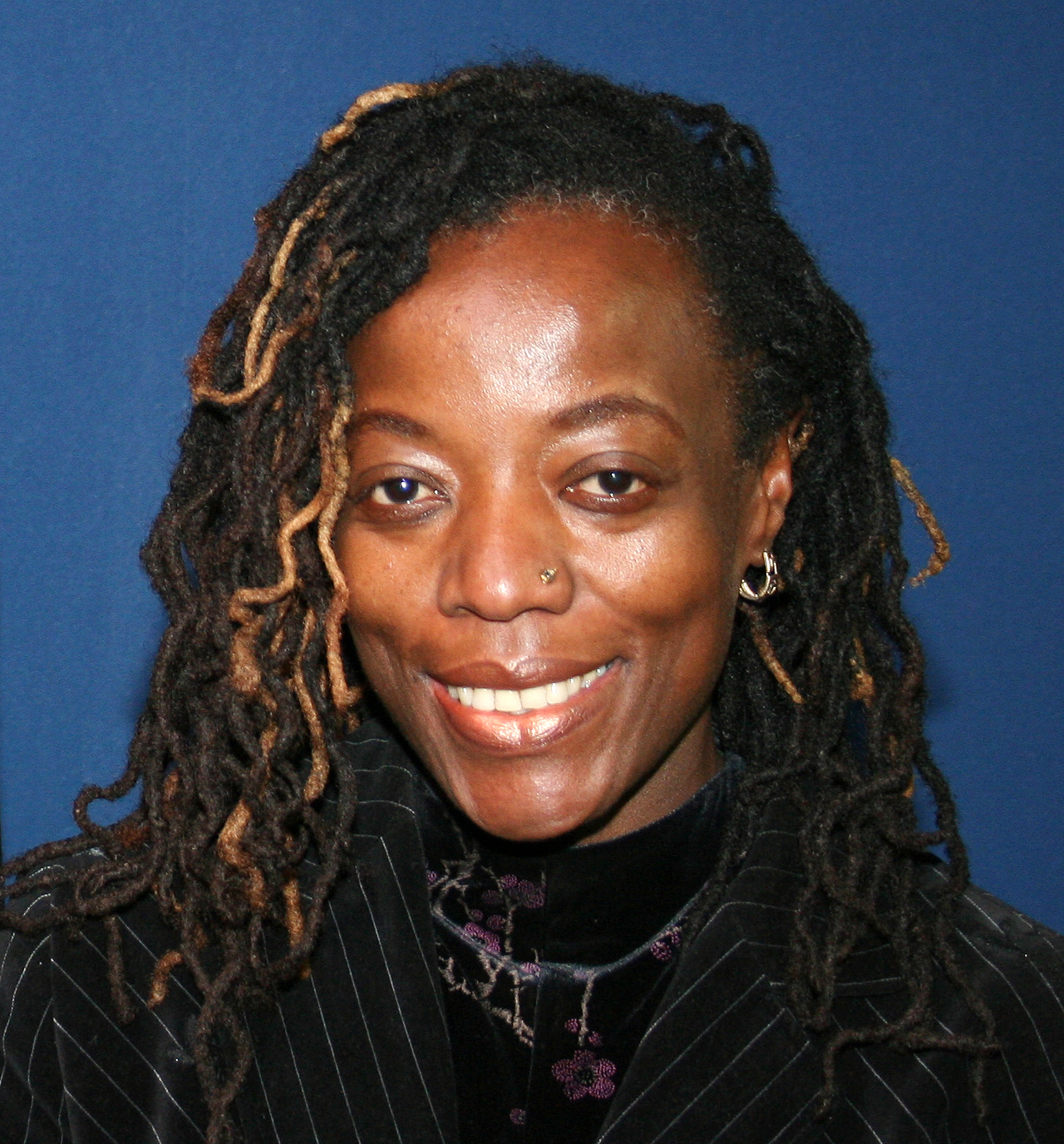
Tsitsi Dangarembga (2006)

Seit 2000 lebt Dangarembga mit ihrem deutschen Mann, dem Filmeditor Olaf Koschke, und den gemeinsamen Kindern überwiegend in Simbabwe. Dort gründete sie unter anderem das International Images Film Festival und trat mit weiteren Filmarbeiten an die Öffentlichkeit. Dangarembga arbeitet an einer Dissertation über den afrikanischen Film, die an der Humboldt-Universität zu Berlin entsteht. Mit unter anderem Virginia Phiri und Sandra Hoffmann war sie 2008 Stipendiatin im Künstlerhaus Villa Waldberta der Stadt München. Die Finanzierung ihres Lebens und von Filmprojekten gestaltete sich zeitweise schwierig. 2015 sagte sie der Wochenzeitung Der Freitag: „Mein Büro habe ich im eigenen Haus. Fünf junge Leute, mein Mann und ich, wir alle arbeiten in einer Garage, die mein Mann umgebaut hat. Es ist schwierig, die Mittel zusammenzukriegen, um meine jungen Leute zu bezahlen. Eine Quelle sind meine Tantiemen.“ 2013 war sie Writer in Residence an der Northwestern University in Illinois. 2016 war sie Stipendiatin eines Residenzprogramms an der Villa Serbelloni der Rockefeller-Stiftung im italienischen Bellagio.
Im Jahr 2022 wurde sie in die Wettbewerbsjury der 72. Internationalen Filmfestspiele Berlin berufen. Sie ist Mitgründerin des PEN Berlin.
Ab 2015 beschäftigte sie sich mit dem Projekt Das Schweigen brechen, in dem es um Gewalt in Simbabwe geht. Landesweit wurden Menschen zu ihren Erfahrungen befragt, ihre Geschichten sollen später aufgeschrieben werden.  Nachdem sie dort im Juli 2020 zur Teilnahme an einer Anti-Korruptions-Demonstration aufgerufen hatte, wurde sie für kurze Zeit inhaftiert und auf Bewährung wieder freigelassen. Vor dem Antikorruptionsgericht in Harare wurde sie einige Wochen später unter anderem wegen Landfriedensbruchs, Bigotterie und öffentlichen Aufrufs zu Gewalt angeklagt. Das von zahlreichen Fehlern und Verzögerungen geprägte Verfahren wurde als „Farce“ und „Schauprozess“ beschrieben. Ende September 2022 wurden Dangarembga und die mitangeklagte Journalistin Julie Barnes zu je einem halben Jahr Haft auf Bewährung, ausgesetzt für fünf Jahre, und einer Geldstrafe von umgerechnet ca. 200 Euro verurteilt; beide wurden Anfang Mai 2023 vom Obersten Gerichtshof in zweiter Instanz freigesprochen.
2021 schrieb Dangarembga einen Beitrag für das Kunstprojekt Future Library der schottischen Künstlerin Katie Paterson. Es soll im Jahr 2114 in einer 100 Texte umfassenden Anthologie veröffentlicht werden. Bis dahin wird das Manuskript unveröffentlicht und ungelesen in der Deichmanske bibliotek in Oslo verwahrt. Dangarembgas Beitrag trägt den Titel Narini and Her Donkey.

## Bedeutung als Feministin
In ihrem Essay-Band Schwarz und Frau – Gedanken zur postkolonialen Gesellschaft beschreibt Dangarembga die Situation von Frauen und wie sehr deren Situation auch durch die Zementierung von patriarchalen Strukturen durch die Politik der Kolonialmächte bedingt ist. Sie beschreibt, dass weiße Feministinnen davon ausgehen, dass die Güter eines kapitalistischen Patriarchats nur umverteilt werden. Hingegen stellen sich schwarze Feministinnen eine neue Welt vor.
Mit diesen Thesen kanalisiert Dangarembga das Gefühl und das Streben vieler schwarzer Feministinnen.

## Auszeichnungen und Preise
Für den Roman Nervous Conditions erhielt Tsitsi Dangarembga 1989 den Commonwealth Writers’ Prize, einen Literaturpreis der in 53 Ländern aktiv tätigen Commonwealth Foundation Stiftung als bestes Erstlingswerk für die Region Afrika.
Ihr Debütroman wurde 2018 von der BBC als eines der 100 besten afrikanischen Bücher ausgezeichnet, die die Welt geprägt haben. Ihr Roman This Mournable Body stand 2020 auf der Shortlist des britischen Booker Prize. 2021 erhielt sie den PEN Pinter Prize sowie den PEN International Award for Freedom of Expression.
Am 24. Oktober 2021 wurde sie in der Frankfurter Paulskirche mit dem  Friedenspreis des deutschen Buchhandels ausgezeichnet. In der Begründung der Jury heißt es: „In ihrer Romantrilogie beschreibt Tsitsi Dangarembga am Beispiel einer heranwachsenden Frau den Kampf um das Recht auf ein menschenwürdiges Leben und weibliche Selbstbestimmung in Simbabwe. Dabei zeigt sie soziale und moralische Konflikte auf, die weit über den regionalen Bezug hinausgehen und Resonanzräume für globale Gerechtigkeitsfragen eröffnen. In ihren Filmen thematisiert sie Probleme, die durch das Aufeinandertreffen von Tradition und Moderne entstehen. Ihre Botschaften richten sich erfolgreich an ein breites Publikum sowohl in Simbabwe als auch in den Nachbarländern.“ Laudatorin der Preisverleihung war Auma Obama.
2022 wurde Dangarembga ein Windham–Campbell Literature Prize in der Kategorie „Fiction“ zuerkannt.

## Werke

### Originalausgaben und Übersetzungen
- The Third One (Schauspiel), Jahr unbekannt
- Lost of the Soil (Schauspiel), 1983
- The Letter (Kurzgeschichte), 1985, veröffentlicht in der Anthologie Whispering Land. An Anthology of Stories by African Women, SIDA, Stockholm 1985.
- She No Longer Weeps (Schauspiel), 1987
- Nervous Conditions (Roman), 1988 ISBN 978-1-919772-28-8 (erster Teil der Tambudzai-Trilogie, s. o.)

- deutsch: Der Preis der Freiheit. Übersetzt von Ilija Trojanow. Rowohlt, Reinbek bei Hamburg 1991
- deutsch: Aufbrechen. Übersetzt von Ilija Trojanow. Orlanda, Berlin 2019 (neuer deutscher Titel)

- The Book of Not (Roman), 2006 ISBN 978-0-9547023-7-3 (zweiter Teil der Tambudzai-Trilogie, s. o.)

- deutsch: Verleugnen. Übersetzt von Anette Grube. Orlanda, Berlin 2022 (erscheint am 1. September 2022)

- This Mournable Body (Roman), 2018 ISBN 978-1-55597-812-9 (dritter Teil der Tambudzai-Trilogie, s. o.)

- deutsch: Überleben. Übersetzt von Anette Grube. Orlanda, Berlin 2021

### Filme
- Neria, 1993 (Drehbuch)
- Die Schönheitsverschwörung, 1994
- Passport to Kill, 1994
- Schwarzmarkt, 1995
- Everyone’s Child, 1996
- The Puppeteer, 1996
- Zimbabwe Birds, 1998
- On the Border, 2000
- Hard Earth – Land Rights in Zimbabwe, 2001
- Ivory, 2001
- Elephant People, 2002
- Mother’s Day, 2004
- High Hopes, 2004
- Kare Kare Zvako, 2004
- At the Water, 2005
- Growing Stronger, 2005
- Peretera Maneta, 2006
- The Sharing Day, 2008
- I Want a Wedding Dress, 2010
- Ungochani, 2010
- Nyami Nyami Amaji Abulozi, 2011